# Stargard (gmina wiejska)

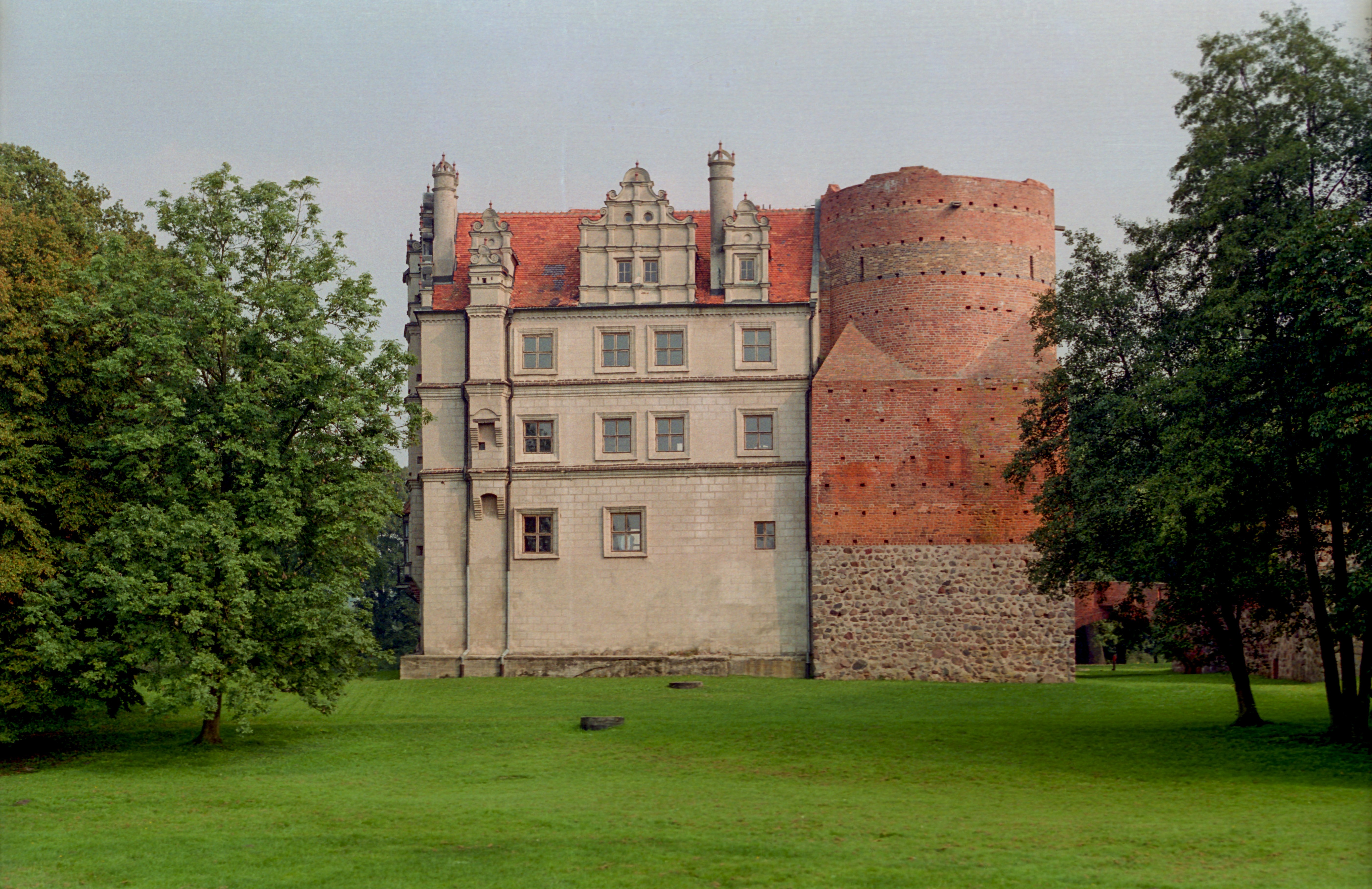
Zamek w Pęzinie

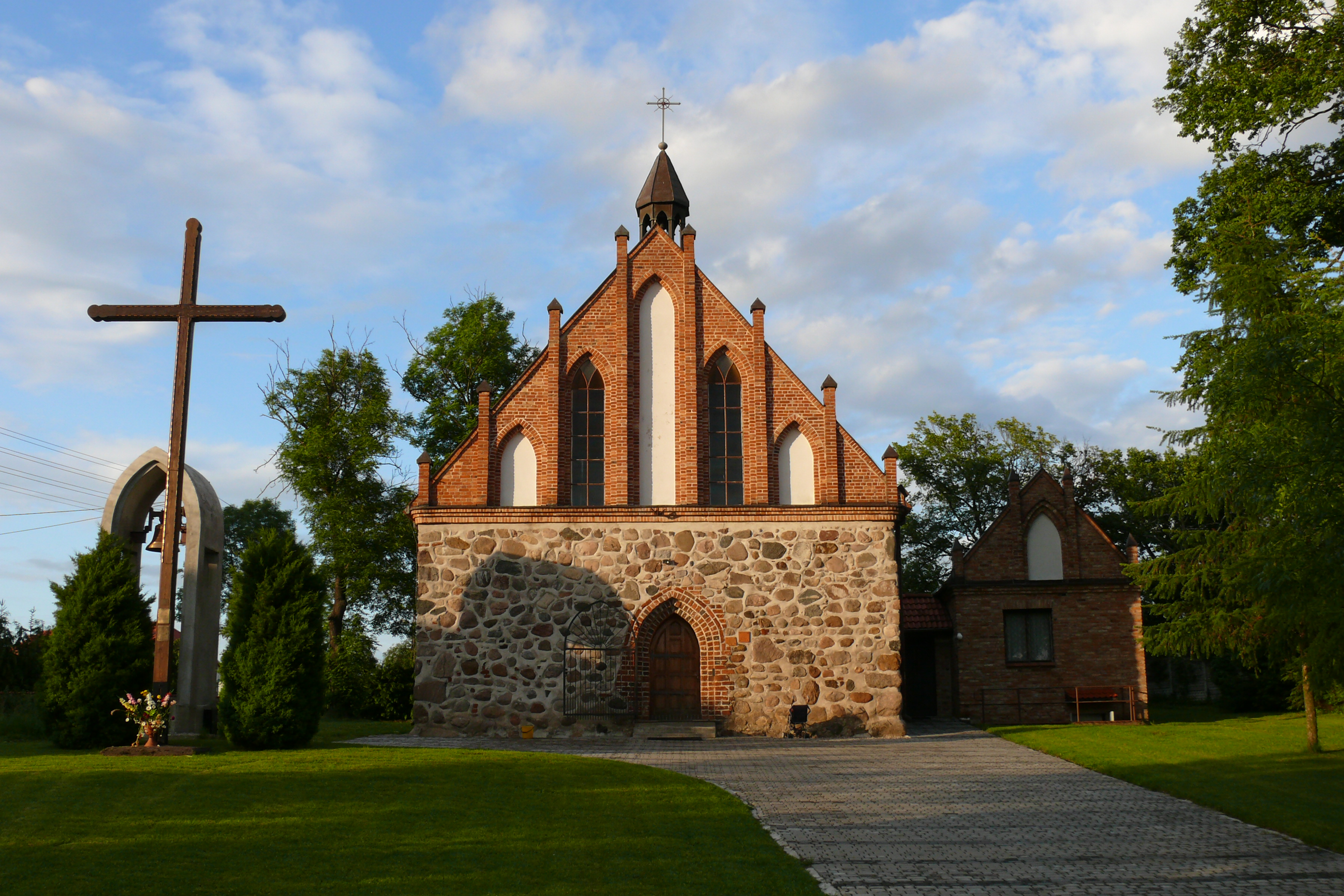
Kościół pw. Narodzenia NMP w Klępinie

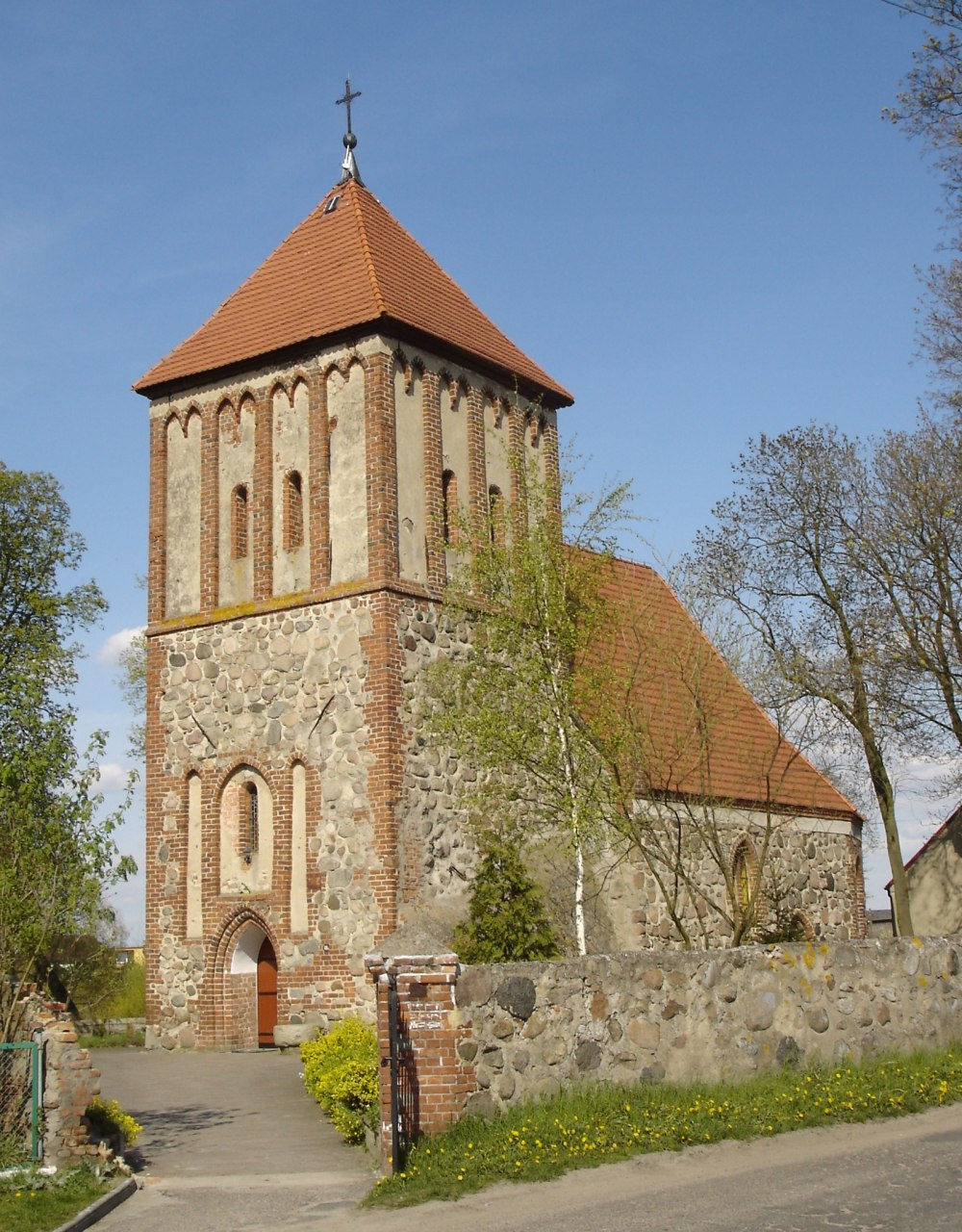
Kościół śś. Piotra i Pawła w Grzędzicach

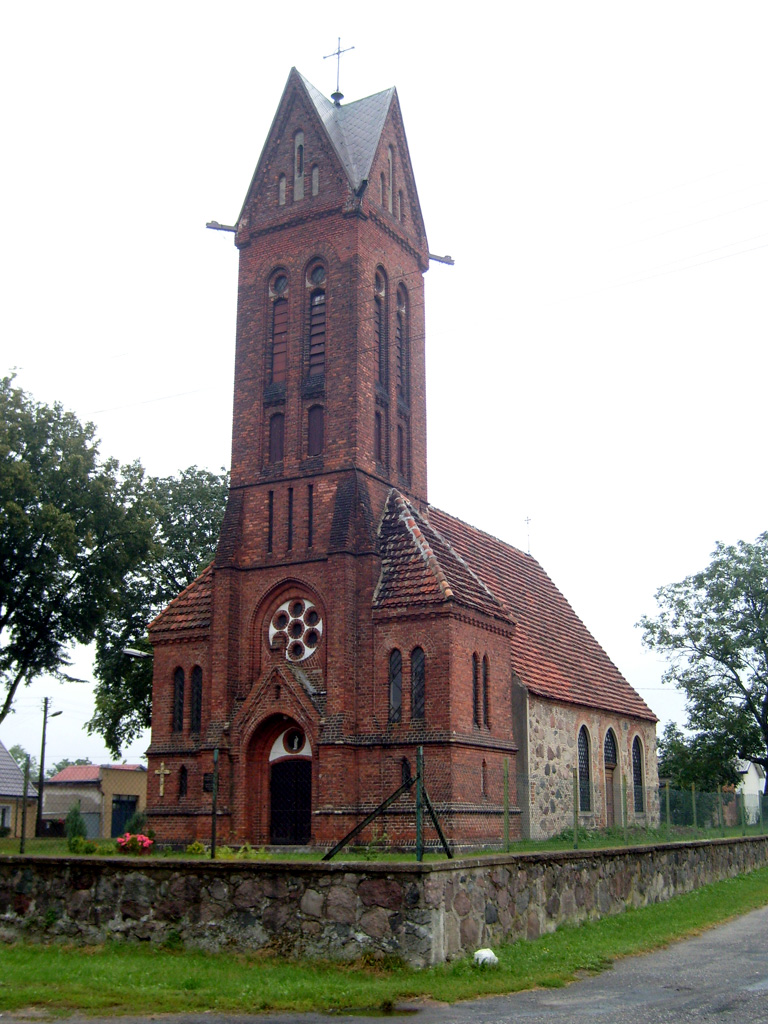
Kościół pw. św. Antoniego z Padwy w Świętem

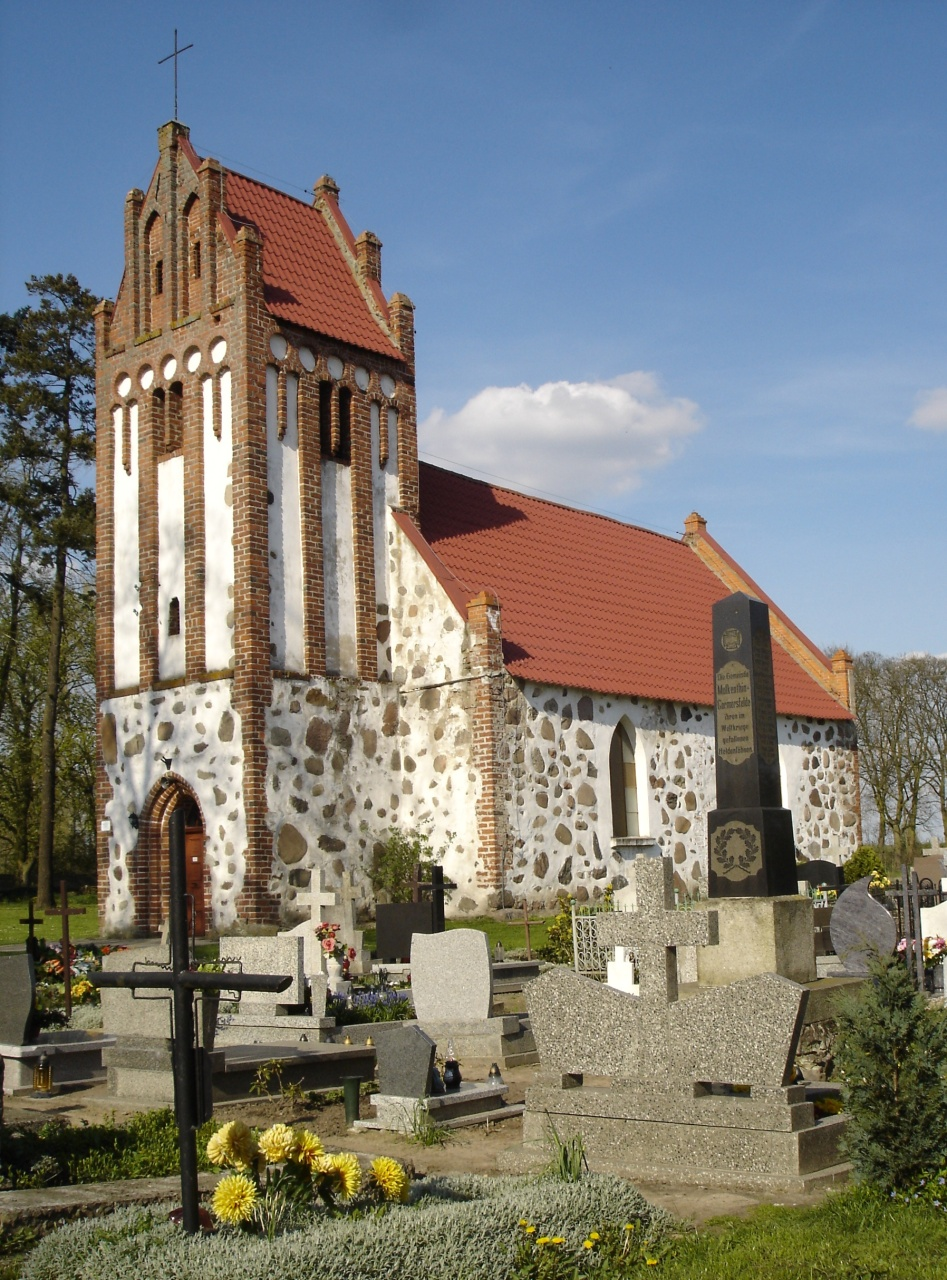
Kościół pw. św. Józefa i obelisk ku czci poległych mieszkańców w I wojnie światowej w Małkocinie

Stargard – gmina wiejska w woj. zachodniopomorskim, położona jest w zachodniej części powiatu stargardzkiego.
Siedzibą gminy jest miasto Stargard, które nie wchodzi w skład gminy, jest osobną gminą miejską.
Gmina składa się z dwóch części, oddzielonych od siebie obszarem miasta Stargardu, gminy Kobylanka i gminy Warnice.
1 stycznia 2016 gmina zmieniła nazwę ze Stargard Szczeciński na Stargard z siedzibą w Stargardzie.
Miejsce w województwie (na 114 gmin):

powierzchnia: 20., ludność: 33.

## Położenie
Według danych z 1 stycznia 2010 r. powierzchnia gminy wynosiła 318,88 km². Gmina stanowi 21,0% powierzchni powiatu.
Sąsiednie gminy:
- Stargard (miejska), Dolice, Kobylanka, Marianowo, Stara Dąbrowa i Suchań (powiat stargardzki)
- Goleniów i Maszewo (powiat goleniowski)
- Stare Czarnowo (powiat gryfiński)
- Warnice (powiat pyrzycki)

Do 31 XII 1998 r. wchodziła w skład województwa szczecińskiego.

## Przyroda i turystyka
Gmina leży na równinach: Pyrzyckiej i Nowogardzkiej. Po włączeniu wsi Burzykowo, Słotnica oraz lotniska w Kluczewie w granice Stargardu, obszar gminy został podzielony na dwie części. W zachodniej części znajduje się większość jeziora Miedwie. Przez wschodnią część przepływają rzeki Ina oraz jej dopływy: Krąpiel i Mała Ina. W okolicach Stargardu znajduje się rezerwat przyrody Ozy Kiczarowskie. Tereny leśne zajmują 12%, a użytki rolne 72%.

## Historia
W lutym 2011 r. władze gminy wyraziły negatywną opinię ws. zmiany nazwy miasta Stargard Szczeciński na Stargard, a tym samym swojej siedziby.

## Demografia
Dane z 30 czerwca 2004:
| Opis                              | Ogółem | Ogółem | Kobiety | Kobiety | Mężczyźni | Mężczyźni |
| --------------------------------- | ------ | ------ | ------- | ------- | --------- | --------- |
| Jednostka                         | osób   | %      | osób    | %       | osób      | %         |
| Populacja                         | 11 259 | 100    | 5570    | 49,5    | 5689      | 50,5      |
| Gęstość zaludnienia [mieszk./km²] | 35,4   | 35,4   | 17,5    | 17,5    | 17,9      | 17,9      |

Gminę zamieszkuje 9,4% ludności powiatu.

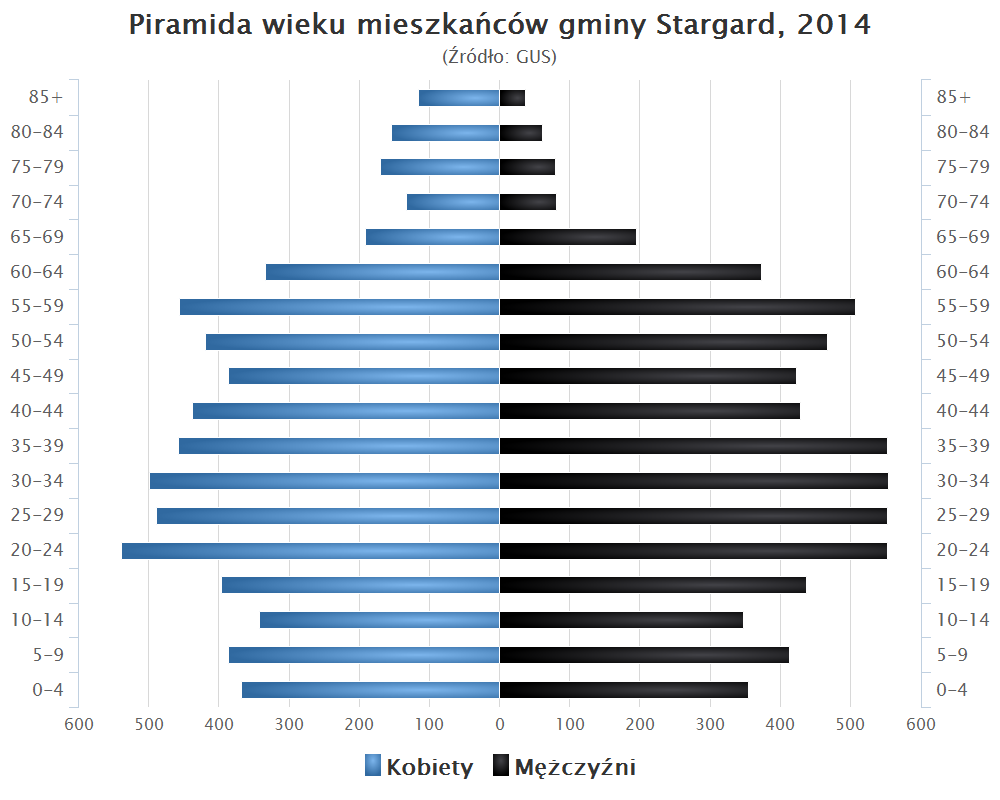
Piramida wieku mieszkańców gminy Stargard w 2014 roku

## Transport
Przez gminę prowadzą drogi krajowe nr 10 łącząca Stargard przez Kobylankę (12 km) ze Szczecinem (24 km do autostrady A6) i z Suchaniem (20 km, kier. Bydgoszcz) oraz nr 20 do Chociwla (26 km, kier. Gdynia). Przez gminę prowadzą także drogi wojewódzkie nr 144 przez Warnice (11 km) do Pyrzyc (28 km) i przez wieś Łęczycę (13 km) i Darż (18 km) do Maszewa (20 km), nr 142 łącząca wieś Sowno z Łęczycą (11 km) i Rzęśnicą (10 km) oraz nr 141 z Sowna do wsi Darż (13 km).
Siedziba gminy, Stargard uzyskał połączenie kolejowe w 1846 r., po wybudowaniu torów ze Szczecina, 2 lata później ukończona była już cała linia do Poznania. W 1859 r. powstał odcinek do Koszalina, 10 lat później przedłużony do Gdańska. W 1882 r. otwarto linię do Pyrzyc, a w 1895 odcinek do Kalisza Pomorskiego (ostatni na linii do Piły). Także w 1895 r. zbudowano linię Stargardzkiej Kolei Wąskotorowej (rozstaw szyn 1000 mm) do Dobrej Nowogardzkiej. Po ostatnim kwartale XX wieku dwie najważniejsze linie zostały zelektryfikowane: ze Szczecina do Poznania do 1978 r., a do Gdańska do 1989 r. Po 2000 r. niezelektryfikowane linie zostały zamknięte: w 2000 r. do Piły (później jeszcze kilkakrotnie ruch pasażerski na odcinku do Kalisza Pomorskiego był przywracany, obecnie reaktywowana), w 2001 r. linię wąskotorową do Dobrej, a w 2003 r. odcinek do Pyrzyc. Obecnie w gminie czynnych jest 5 stacji: Grzędzice Stargardzkie, Ulikowo, Witkowo Pyrzyckie, Pęzino i Barzkowice.
W gminie czynny jest 1 urząd pocztowy: Pęzino (nr 73-131). Gminę obsługują także urzędy pocztowe w Stargardzie.

## Zabytki
- Kamienny kościół pw. św. Piotra i Pawła w Grzędzicach z piętnastowiecznymi polichromiami, unikatowymi i najstarszymi na Pomorzu Zachodnim. Przedstawiają one 33 postaci ze scen biblijnych, odkryte w 1912 r., odrestaurowane w 1954 r. Zabytkowe wyposażenie stanowią m.in.: neogotycki ołtarz z drewna lipowego z 1910 r., w nim krzyż w formie Drzewa Życia (na końcach ramion wyobrażenia postaci ewangelistów), gotycka figura Chrystusa pochodzi z około 1500 r., mosiężny sześcioramienny żyrandol i znajdująca się obok wejścia granitowa chrzcielnica z XIII wieku. Na wieży dwa dzwony – jeden z XVII wieku odlany w Szczecinie, drugi żeliwny ze Stargardu. Najbardziej cenne są polichromie z 1450-1470 r.
- Zamek w Pęzinie wybudowany w XII wieku, był własnością pomorskiego rodu von Pansin. Od 1357 po wygaśnięciu rodu zamek przejęli Borkowie, a w 25 lat później dobra przeszły w ręce joannitów. Obiekt został przebudowany w 1853. Wieża na planie kwadratu, wyżej cylindryczna. Wokół zamku znajduje się park z XIX w.
- piętnastowieczny salowy kościół pw. św. Józefa Oblubieńca w Małkocinie. Wieża kościelna wykonana z ciosów granitowych i cegieł na planie kwadraty, o zdobieniach wzorowanych na wieżach kościoła Mariackiego w Stargardzie. Na przykościelnym cmentarzu wznosi się obelisk wykonany z czarnego granitu poświęcony mieszkańcom Małkocina i Małkowin poległym podczas I wojny światowej.
- Kościół św. Marii Magdaleny w Sownie neogotycki, z przełomu XIX i XX w. Wewnątrz ołtarz i ambona z dawnego zamku, rzeźbione według legendy przez księcia Barnima IX Pobożnego, w kruchcie kościoła unikatowa w skali europejskiej płyta ku pamięci błazna książęcego wraz z jego portretem z XVI w.,
- Kościół św. Michała Archanioła w Poczerninie, zbudowany w XV wieku z głazów narzutowych, z wieżą zakończoną drewnianym hełmem z 1850 roku. Wewnątrz świątyni znajduje się późnogotycki ołtarz z krucyfiksem z XVI wieku oraz balustrada chóru z 1600 roku.
- XV-wieczny kamienno-ceglany kościół pw. Matki Boskiej Różańcowej w Skalinie. Jest to świątynia salowa, wzniesiona na planie prostokąta, jej ostatni gruntowny remont przeprowadził w 1909 roku architekt Heinrich Deneke, w czasie dokonywanych renowacji kościoła Mariackiego w Stargardzie. Na drewnianej wieżyczce z tego okresu umieszczony jest XV-wieczny dzwon, o średnicy 57 cm.
- Neorenesansowy pałac w Koszewku wzniesiony w XIX wieku, przebudowany w 1922 roku. Był siedzibą junkierską wzniesioną w wianie przyszłemu feldmarszałkowi II Rzeszy Friedrichowi Paulusowi przez jego żonę Benitę.
- Kościół pw. św. Antoniego z Padwy w Świętem, który został wzniesiony w XV przez joannitów. Z zabytków ruchowych w kościele znajdują się m.in. wapienna chrzcielnica z przełomu XIII i XIV oraz piętnastowieczny tryptyk.
- Neoromański granitowy kościół z XIX w. z ceglaną wieżą. pod wezwaniem Najświętszego Serca Pana Jezusa w Żarowie
- pałac, ob. dom kultury, ul. Portowa 3, pocz. XX, nr rej.: A-8 z 19.06.1999.

## Oświata
Na terenie gminy funkcjonuje 5 szkół podstawowych w: Grzędzicach, Małkocinie, Pęzinie, Strachocinie i Sownie.

## Administracja
W 2016 r. wykonane wydatki budżetu gminy wiejskiej Stargard wynosiły 40,8 mln zł, a dochody budżetu 44,7 mln zł. Zobowiązania samorządu (dług publiczny) według stanu na koniec 2016 r. wynosiły 11,9 mln zł, co stanowiło 26,6% poziomu dochodów.
W Radzie Gminy zasiada 15 radnych; na terenie gminy znajduje się 30 jednostek pomocniczych – sołectw.

## Miejscowości
Sołectwa gminy StargardBarzkowice, Golina, Grabowo, Grzędzice, Kiczarowo, Klępino, Koszewo, Krąpiel, Kurcewo, Lipnik, Lubowo, Małkocin, Pęzino, Poczernin, Rogowo, Skalin, Smogolice, Sowno, Strachocin, Strumiany, Strzyżno, Sułkowo, Święte, Trzebiatów, Tychowo, Ulikowo, Warchlino, Witkowo Pierwsze, Witkowo Drugie i Żarowo.
Miejscowości bez statusu sołectwaBębnikąt, Domanowo, Golczewo, Golinka, Grzędziczki, Kępinka, Kolonia Dolna-Grabowo, Kolonia Górna Grabowo, Koszewko, Luboń, Omięcin, Piaszcze, Piaśnik, Podlesie, Radziszewo, Siwkowo, Warchlinko, Wierzchląd.